# Dominik Bielicki
Dominik Bielicki (ur. 1976) – polski poeta.
Wyróżniony w Ogólnopolskim Konkursie Literackim „Złoty Środek Poezji” (2009) na najlepszy poetycki debiut książkowy roku 2008 za tom Gruba tańczy. Laureat Nagrody Literackiej Gdynia (2018) w kategorii poezja za tom Pawilony, za który był również nominowany do Wrocławskiej Nagrody Poetyckiej „Silesius” (2018) w kategorii książka roku. W 2024 otrzymał Wrocławską Nagrodę Poetycką „Silesius” za tom Wielki ping-pong. Publikował m.in. w Czasie Kultury, Kresach, Odrze i Wakacie. Mieszka w Warszawie.

## Poezja
- Gruba tańczy (Staromiejski Dom Kultury, Warszawa 2008)
- Pawilony (Fundacja na rzecz Kultury i Edukacji im. Tymoteusza Karpowicza, Wrocław 2017)[5]
- Wielki ping-pong (Wydawnictwo J, Wrocław 2023)